# Paleoentomología

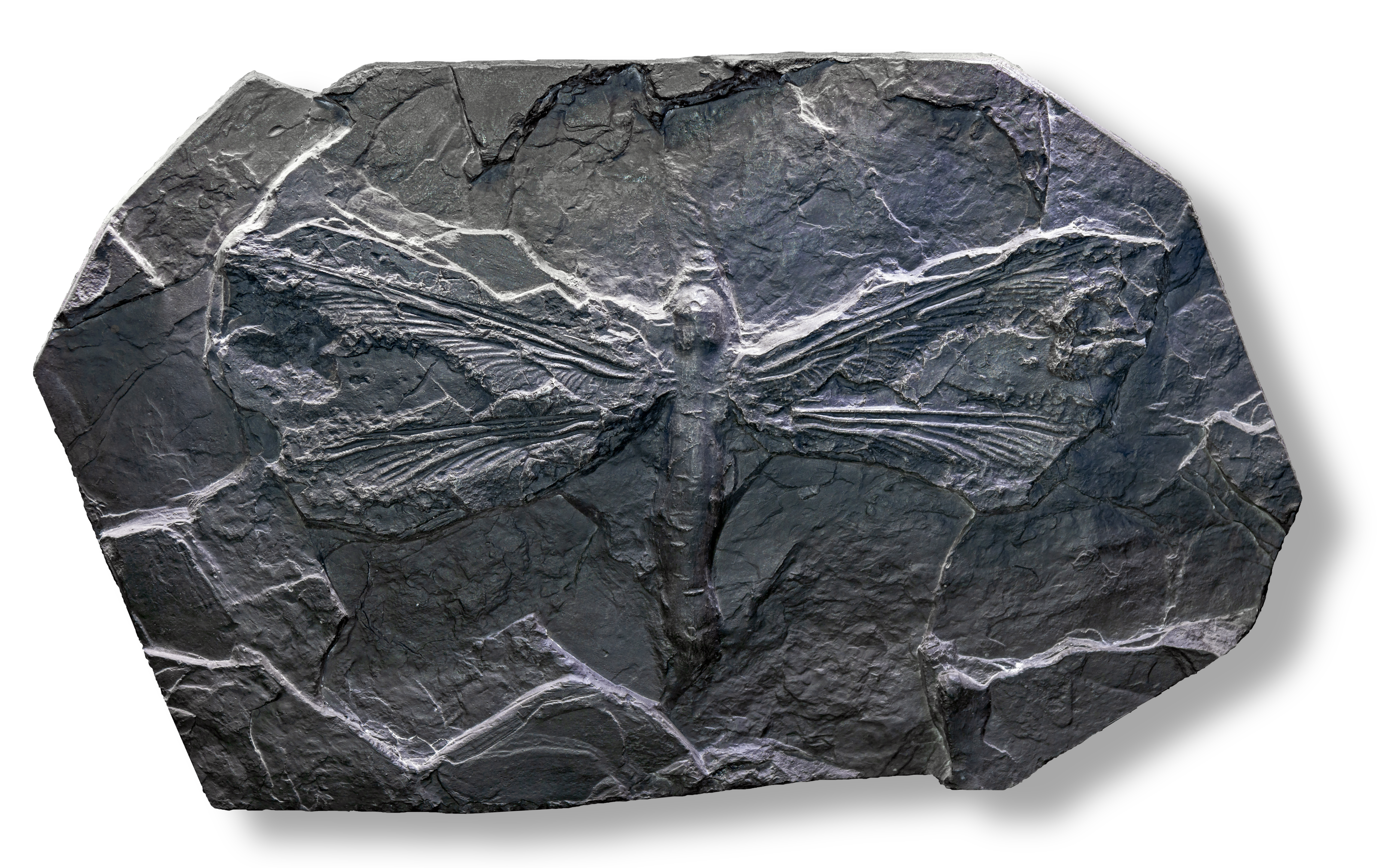
Meganeura monyi, Protodonata del Carbonífero, en el museo de Toulouse

La paleoentomología (del griego palaeos, antiguo, entomos, insecto, y logos, ciencia) es una parte de la paleozoología, disciplina paleobiológica, que se encarga del estudio de aquellos artrópodos extintos y que, por tanto, sólo se pueden estudiar mediante fósiles conservados en rocas sedimentarias u otros productos fósiles, como el ámbar. 
Incluye acontecimientos como el paso de los animales a tierra firme, o la capacidad de volar. 

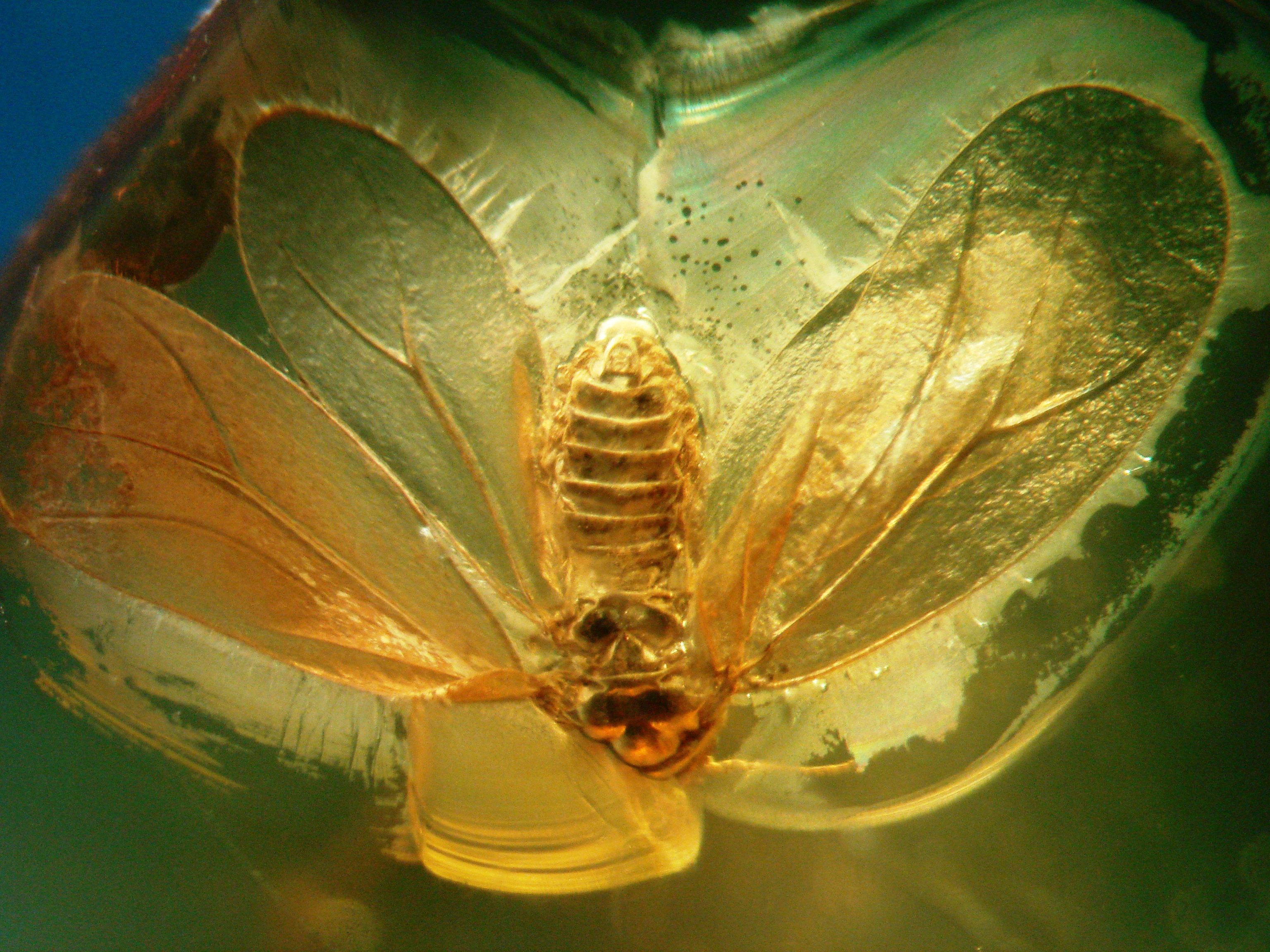
Hemíptero en ámbar

Los artrópodos son el grupo de animales más amplio en número, tanto de especies como de individuos, y el más diversificado. Esto se incrementa masivamente al estudiar los restos. Pocos son los artrópodos que quedan fosilizados, y sin embargo, la mayoría de los fósiles encontrados pertenecen a este grupo.
El grupo más destacado en el estudio de la paleoentomología es el de los trilobites. Otro aspecto muy en auge es el estudio de la aparición de las alas en los insectos pterigotas (los primeros en dominar el vuelo), tema muy controvertido y con muchas y diversas opiniones.